# L'Interdiction
L’Interdiction (em português, A interdição) é uma novela de Honoré de Balzac publicada inicialmente em 1836 na revista literária La Chronique de Paris, depois revista e corrigida para uma publicação em 1839 nas edições Charpentier. Em 1844, será integrada à edição Furne da Comédia Humana na seção Cenas da vida parisiense.
L'Interdiction é uma obra fundamental da Comédia Humana, curta e densa, em que Balzac retrata um mundo ao mesmo tempo mundano e litigioso, onde os homens da toga lutam com problemas de consciência, como em O Coronel Chabert. "Apesar de sua extensão reduzida, contém por assim dizer todas as características da arte de Balzac". Encontram-se aqui personagens importantes já conhecidas em Le Père Goriot: o médico Horace Bianchon, o banqueiro Nucingen, mestre Desroches, a sedutora Diane de Maufrigneuse, o ambicioso juiz Camusot, dândis ambiciosos (como Eugène de Rastignac, o conde Henri de Marsay e o conde Maxime de Trailles), os impertinentes como o barão de Roquenrolles, a dama de salão (a condessa Hugret de Sérizy) e o usurário Gobseck.
Segundo Paulo Rónai no Prefácio 

## Enredo
O juiz Jean-Jules Popinot, que reaparece em Esplendores e misérias das cortesãs e cuja primeira aparição é esta, dá o exemplo de um magistrado íntegro. Juiz de instrução no tribunal de primeira instância do Tribunal do Sena, ele precisa entender melhor a atitude da marquesa d'Espard, que quer impor uma interdição a seu marido através do tribunal. Ela acusa o marquês, de quem vive separada há longo tempo, de lhe impedir de ver seus dois filhos, e de desperdiçar sua fortuna em benefício de uma família modesta, os Jeanrenaud. Descobrir-se-á, no decorrer da investigação, que o ancestral dos Jeanrenaud, um protestante, foi enforcado e teve seus bens confiscados pelo bisavô do marquês d'Espard, que busca reparar essa falta.
A marquesa sustenta que seu marido está louco, mas o juiz Popinot percebe, nesta mulher aparentemente chorosa, uma calculista sem escrúpulos e pronta a tudo. Ela será vista em ação em Ilusões Perdidas e Esplendores e misérias das cortesãs. Seu processo judicial, tornado célebre em toda a Paris, lhe dará um prestígio de que ela usa e abusa.
Depois de haver pesquisado com cuidado, Popinot se prepara para fazer um relatório que não é favorável à litigante, quando a marquesa faz com que seja afastado do caso, que é assumido pelo juiz Camusot.

## Adaptação para a tela
L'Interdiction foi adaptada como telefilme pelo diretor francês Jean-Daniel Verhaeghe, lançado em 1993. Com Caroline Sihol (a marquesa d'Espard), Jean-Louis Trintignant, (o marquês d'Espard), Bernard Fresson (o juiz Popinot), Jean-Michel Dupuis (Horace Bianchon), Yves Lambrecht (Eugène de Rastignac), Jean de Coninck (o cavalheiro d'Espard).